# Hajime Kazu
Hajime Kazu (かずはじめ, Kazu Hajime), née le 19 septembre 1971 à Tokyo, est une mangaka japonaise, auteure de shōnen manga, particulièrement connue pour être la créatrice de Mind Assassin et de Luck Stealer. Elle écrit habituellement des mangas d'action. Son dernier travail, Luck Stealer, est actuellement en cours de publication aux éditions Shûeisha et de prépublication chez Jump Square. 

## Travaux
- Mind Assassin (prépublié chez Weekly Shônen Jump)
- Meiryotei Gotoseijuro
- Karasu MAN
- Kanagawa Isonan Fûtengumi
- Luck Stealer (one-shot) (Weekly Shônen Jump)
- Luck Stealer (Jump Square)